# بوتش باريش
بوتش باريش هو سياسي أمريكي، ولد في 14 نوفمبر 1941 في سوينسبورغ في الولايات المتحدة. نشط حزبياً في الحزب الجمهوري. وقد انتخب عضو مجلس نواب جورجيا ‏.